# ドリ車
ドリ車（ドリしゃ）は、自動車（四輪自動車）の走行でも特殊な走行法であるドリフト走行をする事を主な目的として使われている改造車（チューニングカー）である「ドリフト車両」の総称・略称。

## 概要
市販車をベースとして、ドリフト走行を容易にできるように改造を施した自動車をドリ車という。改造の範囲は多様で、大規模な改造を施しているものから無改造に近いものまであり、ナンバープレートを装着していて公道を走行可能な車両もあれば、サーキットなどのクローズドコース専用の競技専用車両もある。
単にドリフトすることだけに主眼を置いている車両も多いが、走行性能面だけでなくドレスアップの面においても重点的に改造された車両も多く、そのような車両によるドリドレ走!などのイベントも行われている。一方、「ミサイル」と呼ばれる、クローズドコースでドリフト走行を行うためだけに割り切って使用される、走行中のクラッシュや接触で外装にダメージを受けたり外装部品が外れたりしても構わない廃車寸前の練習・フリー走行用車両（公道を走れる状態ではない場合サーキット専用車となる）を用意する者もいる。
ドリフト走行の特性上、駆動方式はドリフト状態に入りやすくコントロールしやすいFRが主流で、パワーのあるターボ車が積極的に選ばれる。

## 主な改造内容

### エンジン・吸排気系
一般的にパワーやトルクがあればあるほどドリフトはしやすくなるとされているため、エアインテーク・エアクリーナー・エキゾーストマニホールド・マフラー、ターボチャージャー装着車であればそれらに加えて過給機やインタークーラーを含めた吸排気系の改良・改造が行われることが多い。ターボチャージャーを大型化したり、インタークーラーを大型化したり、マフラーを排気効率の高いものに交換したりといったものが定番である。
ターボ車では、純正状態、あるいはそれに近いエンジンの車両の場合、ターボラグや低回転でのトルク低下を考慮して、大型のタービンを装着するのではなくブーストアップやポン付けタービンといった改造にとどめることが多い。一方、D1グランプリやフォーミュラ・ドリフトといったトップカテゴリーで使用される競技専用車両では、800馬力から1000馬力以上を発揮することのできる非常に大型のターボチャージャーを装着することもある。しかし、これだけではターボラグが発生し低中速域のトルクが不足するため、NOSで低中速域のトルクを稼ぎ、ターボラグを最小限に抑えるという手法がかつては定番であった。しかし、近年はNOSが使用禁止になった大会が多く、代わりにアンチラグシステムによりターボラグを抑えている車両が多い。
また、ドリフト走行中は車両を横に向けるため正面に風が入りづらくなり、ラジエーターが本来持つ熱交換性能が低下する。さらに、エンジンも長時間高回転・高負荷状態で使用されるため、オーバーヒートやエンジンブローの危険性も高まる。そこで、ラジエーターの大容量化、オイルクーラー設置などの対策をとる。また、近年のD1グランプリやフォーミュラ・ドリフト参戦車両は、ハイパワーを狙いやすい大排気量エンジンへの換装が一般化しているが、これによりノーマル車両に比べて車両前半部分の重量が重くなってしまう場合が多いため、前後重量配分を調整するためにラジエーターをリアのトランク等の中に設置する、所謂リアラジエーターの車両が多くなっている。
マフラーや触媒装置（キャタライザー）を、より排気効率の高いものに交換することも多い。さらなる排気効率を求めて、触媒装置を撤去したり（触媒ストレート）、排気音量が車検基準に適合しない大きさのマフラーに交換したりするすることもあるが、これらは公道を走行する際には不正改造となる。また、音量の上限や触媒装置の装着といった規則を設けるサーキットや大会・練習会も多く、当初はナンバー付き車両であることが参加条件であったD1ストリートリーガル（現・D1ライツ）では触媒装置の装着と車検に通る音量（車検証の排出ガス規制の識別記号がE-の車両で103dB、GF-の車両で96dB）が必須であったほか、競技専用車両で争われるD1グランプリでも、触媒装置の装着に加え音量が113dB以下であることが必要とされている。
また、ボアアップなどによる排気量増加や、カムシャフトの交換など、エンジン本体に手を入れることもある。
時には、エンジンをより出力の高いものに交換するエンジンスワップが行われることもある。特に、近年のD1グランプリやフォーミュラ・ドリフトに出場する車両は、ベース車両が本来搭載するエンジンに関係なく、ハイパワーを狙いやすい大排気量エンジンへの換装が一般化しており、特にチューニング手法が確立され耐久性も高いトヨタの2JZ-GTEエンジンが多用される傾向にある。

### 足回り
サスペンション（ショックアブソーバーやスプリング）を、スポーツ走行・競技走行に適したものに交換することが多い。
車高は運転者の好みによって様々であるが、近年の競技車両に関しては、トラクションをきちんとかけるために、サスペンションストロークが大幅に少なくなる極端なシャコタンは少ない傾向にある。また、ドリフト走行では通常カウンターステアを当てて走行し、直進することは少ないため、一般的にはフロントタイヤのキャンバー角をネガティブ方向（車を正面から見た時に左右のタイヤが八の字になっている状態）に調整することで、コーナーでカウンターステアを当てた際のフロントタイヤの設置面積を広げてコーナリング性能を向上させている。
ドリフトの角度維持に必要な前輪の切れ角を増やすための改造も定番である。カラーを組み込んだり、ナックルへの加工を施したりすることが一般的であるが、近年ではドリフト用に専用設計されたアームとナックルを装着するケースも増えている。また、切れ角を増加させたことにより操舵時にフロントタイヤがフェンダーやタイヤハウスと干渉することへの対策として、フロントの車高を上げたり（シャコタンに対してシャコタカと呼ばれる）、フロントのタイヤハウスを自転車の泥除けのような形状に改造するサイクルフェンダー化を行ったりすることもある。
操作軸の強度や耐久性アップ、アライメント調整などのため、タイロッドやロアアーム、テンションロッドといった足回りのアーム・ロッド類を強化品に変更することもある。
ドリフトにおいては、ドリフト状態に持ち込んだり、ドリフト中に車両の挙動を調整したりするためにサイドブレーキがしばしば使用される。そのため、競技専用車両では、一般的なワイヤー式ではなく通常のブレーキと同じ油圧式に改造することで制動力や調整しやすさを向上させている車両が少なくない。また、サイドブレーキレバーのロックボタンをフリーにすることでボタンを押さずにレバーを下ろすことができるようにする「スピンターンノブ」と呼ばれる部品も存在する。
軽量なホイールを装着してばね下重量の低減を図ることも多いが、これは「軽量ホイールだと慣性が少ないのか、アクセルを戻すとすぐリアがグリップしてしまうので重めの方が好き」というドライバーも存在し、セッティングツールの一部となっている。

#### タイヤ
タイヤは、ドリフト走行ではリアタイヤを滑らせて走行するため、リアタイヤをフロントタイヤよりグリップ力が低いものにすることが多い。ただし、グリップが低すぎる場合コントロール性が低下する場合もある。また、激しい摩擦によってタイヤ表面がブロック飛びしたり剥がれたりする可能性もあるため、剥離耐性の高さも必要とされる。加えて、ドリフト走行はタイヤ（特にリア）の消費量が通常走行時に比べて非常に多いことから、耐摩耗性や価格の安さもタイヤ選択に関して重要な指標となる。一方で、D1グランプリやフォーミュラ・ドリフトに出場する車両の場合は、ハイパワー・高トラクションに対応するため、前後共に幅の広く強力なハイグリップタイヤが使用される。
近年では、「アジアンタイヤ」と呼ばれる海外製の安価なタイヤを使うケースも増加している。かつてはグリップや耐久性の面でヨコハマやブリヂストン、ダンロップなどの国産タイヤに大きく劣るとされてきたが、近年はそれらと遜色ない性能のものも増えており、中国のリンロンやサイルン、台湾のナンカンのようにD1グランプリ参加車両に採用されているメーカーもある。また、シバタイヤやヴァリノといった、ドリフトでの使用を主眼に置いたタイヤを主に製造・販売するメーカーも登場している。

### 駆動系
ドリフト走行においては車両を横に滑らせつつ前に進めなくてはならないため、左右両輪に駆動力を均等に伝えることのできるLSD（特に、作動力の強い機械式LSD）を装着することが一般的である。
トランスミッションは、「クラッチ蹴り」「シフトロック」といった、MTで無ければ使えないドリフト状態に持ち込む技術が存在するため、MTが好まれる。AT車のトランスミッションを交換してMT化したり、耐久性の高い他車種のトランスミッションを流用したりすることもある。トップカテゴリーの大会では、大パワーへの対応とシフトミス低減のために、ほとんどの車両がドグミッション（特に、シーケンシャルシフトパターン機構のもの）に換装している。
クラッチは、大パワーや前述の「クラッチ蹴り」などによる負担に耐えるため、摩擦力・圧着力の高い強化品にしばしば交換される。ドライブシャフトを強度の高い強化品に交換することもある。

### 外装
運転者の好みによって装着するか否かは異なるが、純正品、あるいは社外品のエアロパーツを装着することが多い。空力の向上や素材の変更による軽量化を目指していることもあるが、ドリ車においては多くの場合ドレスアップ目的で装着される。また、幅の広いタイヤを収めたり、フロントタイヤの切れ角増加に対応したりするため、フロントフェンダーをより幅広なものに交換したり、オーバーフェンダーを装着したりすることもある。
また、ドレスアップにも力点を置いたカスタマイズの場合は、VIPカーやラグジュアリーカーの車両メイキングを参考にした、極端な車高ダウンや大径ホイールなども多く見かけられる。

### 内装
座席、特に運転席は、ドリフト中の横Gや揺れによる運転姿勢の崩れを防止しドライバーの体を安定させるため、バケットシート（特に特にフルバケットシート）に交換されることが多い。また、4点式以上の点数の多いシートベルトを装着したり、ロールケージを取り付けたりすることでクラッシュが多いドリフト走行時の安全性を向上させることも少なくなく、D1グランプリなどの競技においては必須となっている。また、操作性や握りやすさを高めるために、ステアリングを社外品に交換することも定番である。

## 車種
日本では主に国産のFRスポーツカー・4ドアセダン、特にドリフトに必要なハイパワーを発揮できるターボエンジンとスポーツ走行に適したMTの設定のある車種の人気が高い。クーペタイプのスポーツカーではシルビア（S13型・S14型・S15型）や180SX、セダンでは一時期のグレード名「ツアラーV」に由来して俗に「ツアラー系」と呼称されるマークII/チェイサー/クレスタの1JZ-GTE搭載グレード（JZX90型・JZX100型）がしばしば使用される。特にS15型シルビアは近年のトップカテゴリーにおいても人気が高く、D1グランプリでも全エントリー車両の3分の1から半分近くを占める一大勢力となっている。上記の車種以外では、スカイライン（R32型～R34型）、A31型セフィーロ、ローレル（C33型～C35型）、RX-7（FC3S型・FD3S型）、ターボエンジンを搭載しない車種ではAE86なども人気である。
一方で、これらの車種はすでに販売終了から20年以上が経過しており、後継車種が存在しないこともあって中古車市場でも高値で取引されている。そのため、近年ではより新しく安価なV35型・V36型のスカイラインやZ33型フェアレディZ、アルテッツァやRX-8、ロードスターといった車種の人気も高まっている。また、さらに新しい86やBRZも注目されつつある。
インプレッサやWRXなどの4WD車を改造してFR化したり、MR2などのMR車が用いられたりすることもある。また、カプチーノなど軽自動車のドリ車も存在する。近年ではATからMTへの換装やATのままでのドリフトを前提としたレクサスブランドのFRセダン(→トヨタ・Nプラットフォーム)もドリフトベースとして注目されている。
更に2020年代では電動化車両での模索も見られるようになってきた｡例えば2023年7月に行われたヒョンデ・アイオニック5のホットモデル｢N｣の発表においては同車をドリ車に仕立て直した｢アイオニック5N ドリフトスペック｣がショーモデルとして発表された｡(もっとも､アイオニック5の2WD車ははRR駆動である｡)

## ギャラリー

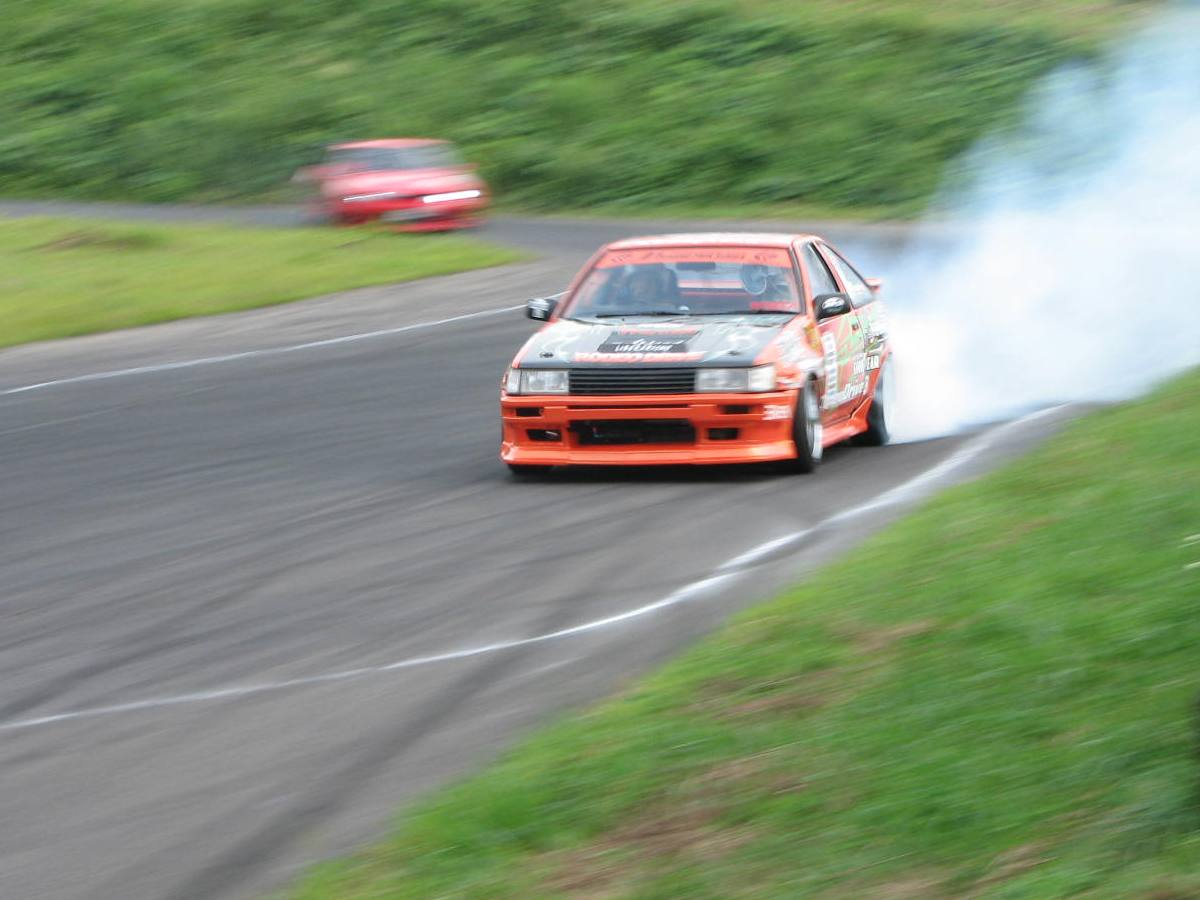
トヨタ・カローラレビン（AE86）のドリ車
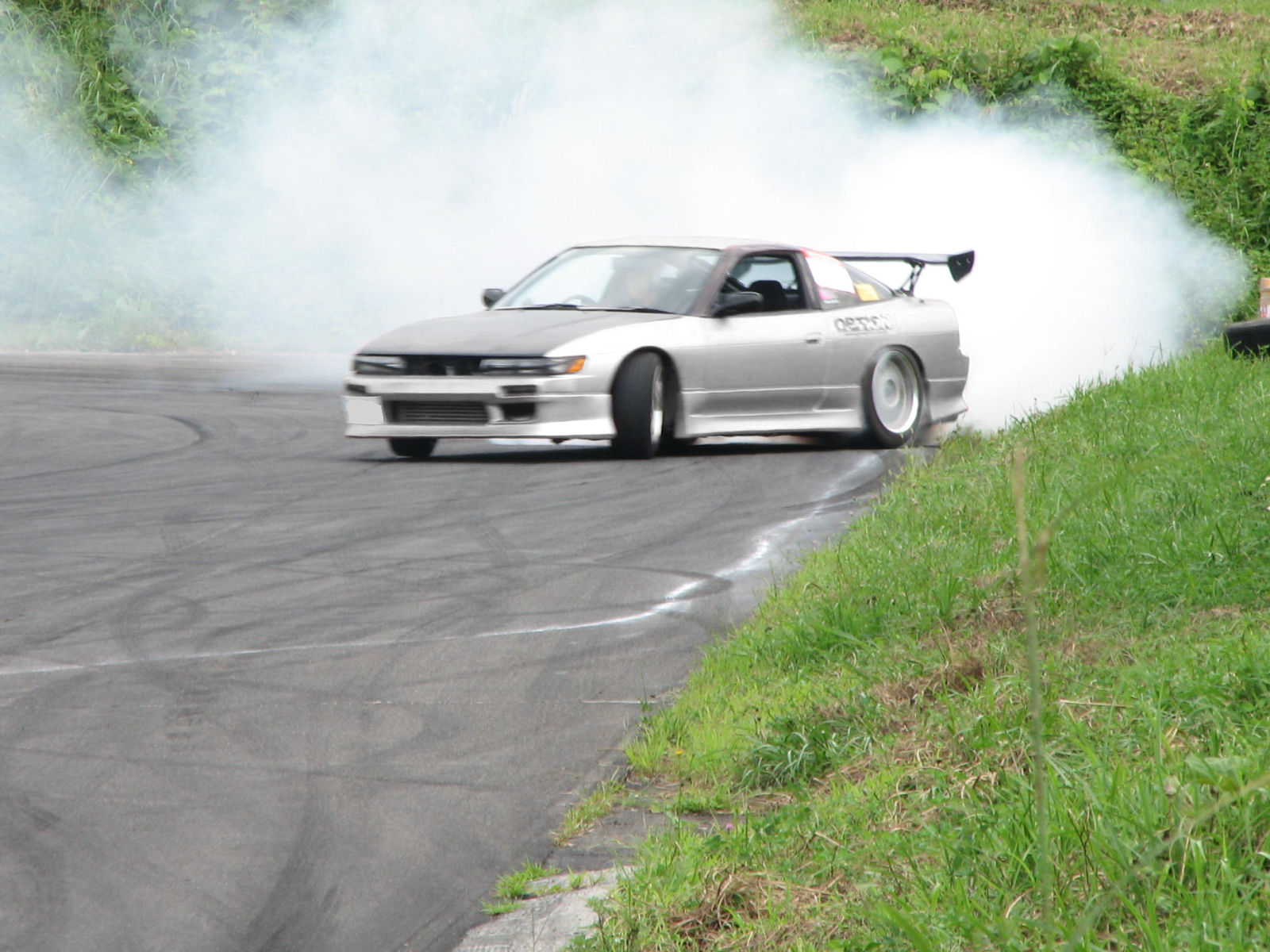
日産・シルエイティのドリ車
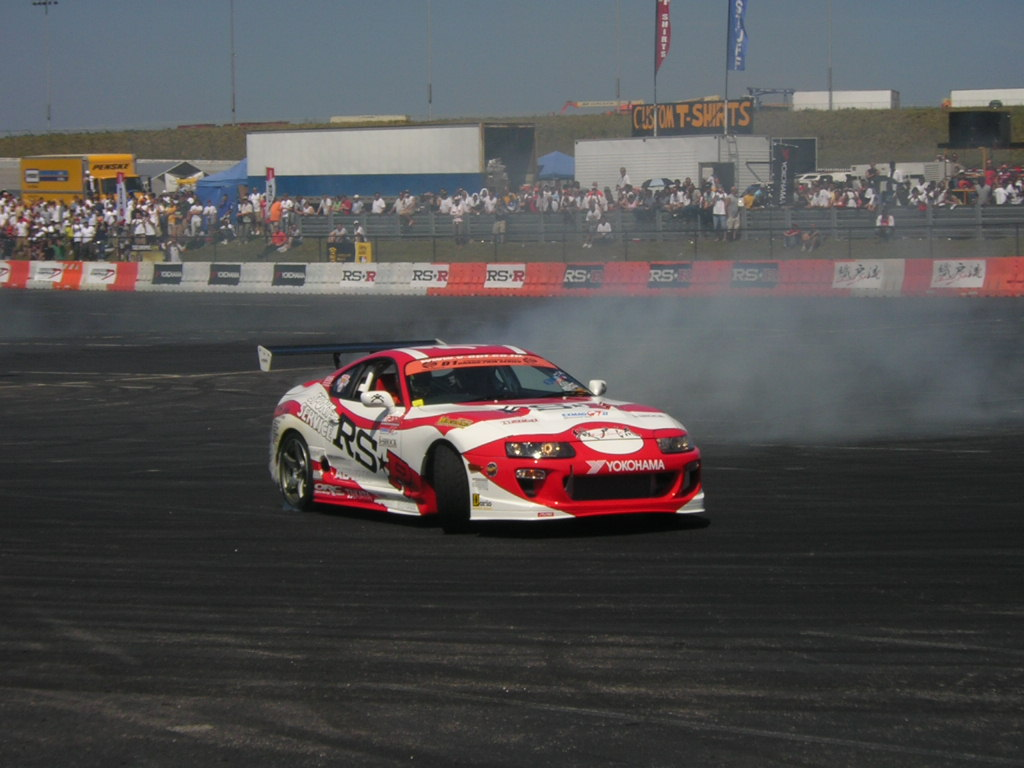
D1グランプリにおいて織戸学が使用したトヨタ・スープラ